# Пібоді (Массачусетс)
Пібоді (англ. Peabody) — місто (англ. city) в США, в окрузі Ессекс штату Массачусетс. Населення — 54 481 особа (2020).

## Географія
Пібоді розташоване за координатами 42°32′3″ пн. ш. 70°58′11″ зх. д. / 42.53417° пн. ш. 70.96972° зх. д. (42.534202, -70.969734).  За даними Бюро перепису населення США в 2010 році місто мало площу 43,49 км², з яких 41,99 км² — суходіл та 1,50 км² — водойми.

## Демографія
Згідно з переписом 2010 року, у місті мешкала 51 251 особа в 21 313 домогосподарствах у складі 13 396 родин. Густота населення становила 1178 осіб/км².  Було 22220 помешкань (511/км²).
Расовий склад населення:
| - 90,4 % — білих - 2,4 % — чорних або афроамериканців - 1,9 % — азіатів - 0,2 % — корінних американців - 3,6 % — осіб інших рас |

До двох чи більше рас належало 1,6 %. Частка іспаномовних становила 6,3 % від усіх жителів.
За віковим діапазоном населення розподілялося таким чином: 19,1 % — особи молодші 18 років, 60,4 % — особи у віці 18—64 років, 20,5 % — особи у віці 65 років та старші. Медіана віку мешканця становила 44,6 року. На 100 осіб жіночої статі у місті припадало 90,3 чоловіків;  на 100 жінок у віці від 18 років та старших — 86,9 чоловіків також старших 18 років.
Середній дохід на одне домашнє господарство  становив 78 571 долар США (медіана — 60 596), а середній дохід на одну сім'ю — 95 775 доларів (медіана — 82 298). Медіана доходів становила 56 672 долари для чоловіків та 46 823 долари для жінок. За межею бідності перебувало 9,0 % осіб, у тому числі 12,5 % дітей у віці до 18 років та 9,4 % осіб у віці 65 років та старших.
Цивільне працевлаштоване населення становило 26 952 особи. Основні галузі зайнятості: освіта, охорона здоров'я та соціальна допомога — 22,5 %, роздрібна торгівля — 15,6 %, науковці, спеціалісти, менеджери — 11,9 %, мистецтво, розваги та відпочинок — 8,9 %.